# Los Guapos
Los Guapos es un grupo de música pop, de la ciudad de Orense (Galicia), aunque radicados en la ciudad de Madrid.
Los Guapos reflejan en su música la influencia de grupos clásicos del pop, rock e incluso del punk como Ramones, The Beatles o Tequila. Aunque su mayor influencia en boca de ellos mismos es la banda española de pop español Los Brincos, y más concretamente de su miembro Juan Pardo del que han llegado a crear un movimiento llamado "juanpardismo" en honor suyo.

## Formación y primeras maquetas
El grupo empieza a tomar forma en 2004 en la ciudad de Orense, cuando Go-Ringo y Neiro Nairo (exintegrante de la banda Punkracios) se juntan para componer canciones con la premisa de la búsqueda de la melodía y de la energía para ello reclutan a Dr. Pichón y Le Lechón, base rítmica de la banda de origen segoviano Sonora por la cual también pasó Go-Ringo durante un periodo de tiempo.
Ese mismo año graban su primera maqueta producida por Frasquiñol, guitarrista de Wrayajos, con temas como "No quiero", "La novia" u "Hoy". Dan sus primeros conciertos en la ciudad de Salamanca, donde crean gran espectación en el público, por lo que deciden mudarse a Madrid en busca de mayores oportunidades. Le Lechón abandona la banda y es remplazado por Orange.
A finales de 2005, recomendados por Miguel Herrero, miembro de Los Zombies y de Los Esclarecidos, van a grabar al estudio de Antonio Santos (productor de Buenas Noches Rose) la que será su maqueta más laureada "Llegan Los Guapos".
A raíz de esa maqueta son elegidos entre los 10 grupos revelación de 2006 según la revista Gruta 77 y Neiro Nairo y Go-Ringo entre los 10 mejores cantantes. En este momento de espectación underground graban una versión de Hombres G ("No lloraré") incluida en el homenaje a Hombres G "Los Chicos del Barrio" y una versión del tema "Zapatos de tacón" del grupo mexicano Bronco. Orange abandona la banda y es sustituido por Gonzalo de la Osa.
En julio de 2007 "Llegan Los Guapos" se presenta al concurso de maquetas de la Cadena Ser saliendo ganandores y con un contrato con Sony BMG para grabar su primer disco.
En enero de 2008 son elegidos como la 3ª mejor maqueta de 2007 por la revista Mondosonoro detrás de Russian Red y son invitados a tocar en la fiesta de esta revista en la sala Joy Eslava de Madrid.

## Los Guapos también lloran... pero poco (2008)
Primer disco de la banda producido por Javier Limón y Fernando Montesinos para Sony BMG. Un disco de enfoque pop en el que predomina la temática amorosa bajo toques de rock, surf y punk. Formado casi en su totalidad por las mejores canciones de su repertorio habitual de conciertos y con una canción en colaboración con Sidonie, sale a la luz tras varios retrasos a finales de agosto de 2008. Gonzalo de la Osa deja Los Guapos para dedicarse por completo a su proyecto Umbabarauma y es sustituido por Tony Punk. El primer single extraído es "La Disco" del que graban un videoclip dirigido por Miguel Pita. A partir de septiembre empiezan la gira de presentación del álbum teloneando en algunos conciertos a Love of Lesbian y compartiendo cartel con la banda danesa Mala Costumbre. Son nominados por TVE como banda revelación de 2008 y "La Disco" es incluida en el álbum "Ñ, Los éxitos del año 2008". A finales de 2008 se une Rat, líder de la banda Rat y los Indisciplinados como guitarra de apoyo y coros.

## Formación
- Neiro Nairo: voz y guitarras.
- Go-Ringo: voz y guitarras.

## Discografía

### Álbumes
1. Los Guapos también lloran...pero poco (2008, Sony BMG)

### Sencillos
1. La Disco (2008)

## Videografía
Los Guapos han filmado videoclips para las canciones listadas a continuación:
1. La Disco (2008 dirigido por Miguel Pita)